# 紅山半島

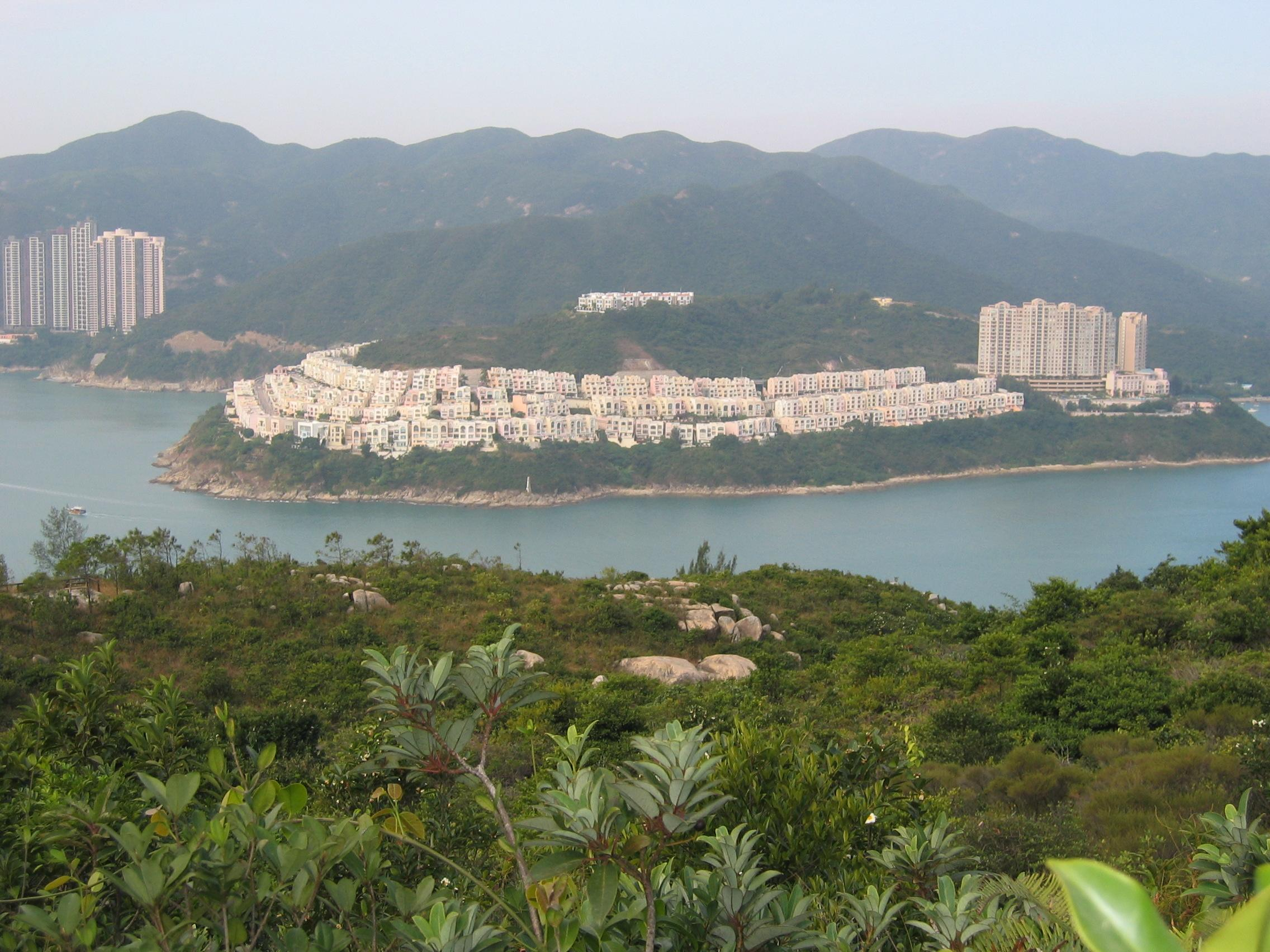
由石澳郊野公園望見的紅山半島（2007年4月）

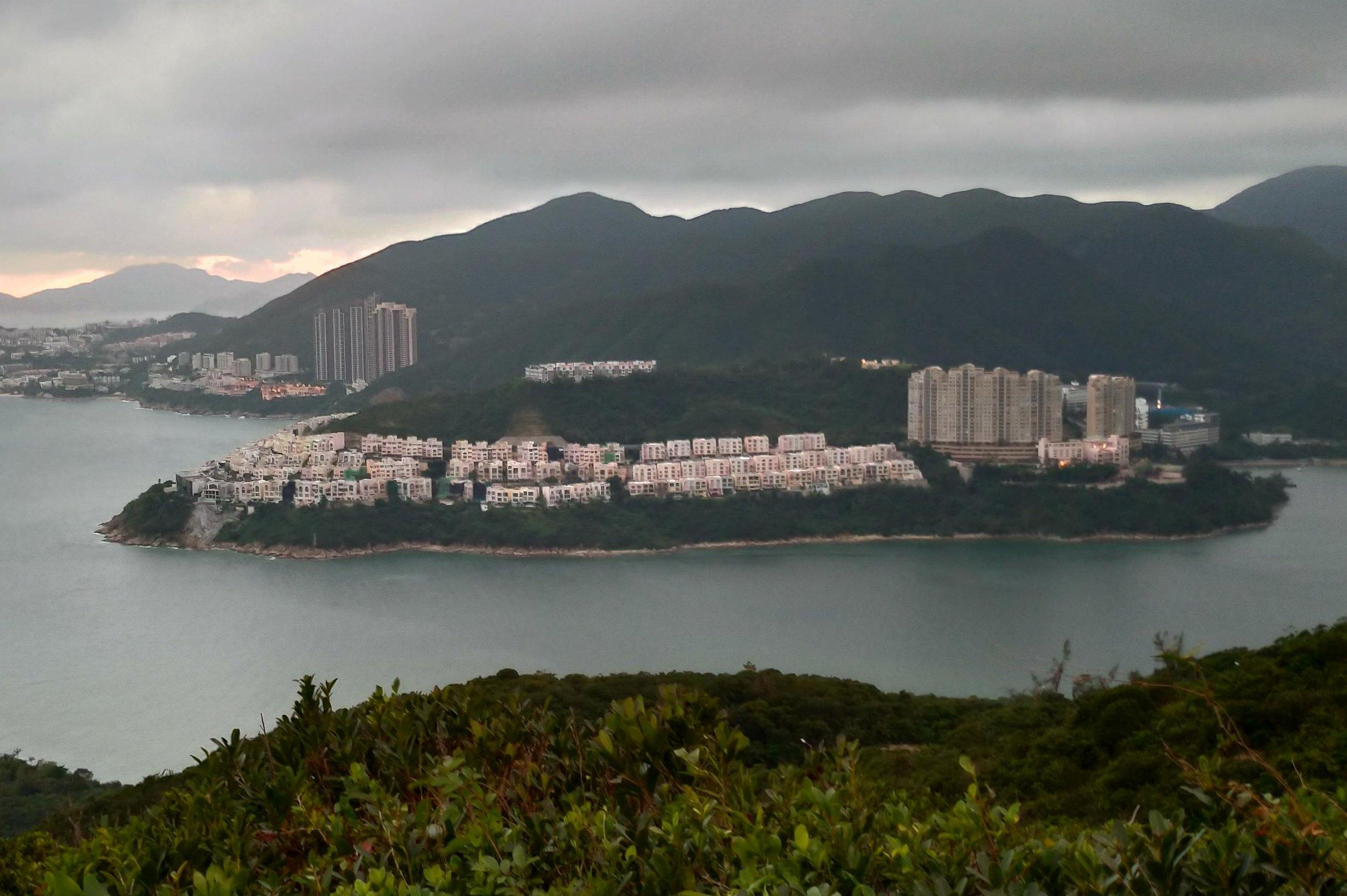
由港島徑第7段望向紅山半島，可見經歷2023年9月8日的世紀暴雨後，沿海的綠色山坡有一處灰色的位置，這是上方的獨立屋因僭建引致山泥傾瀉後，緊急使用水泥噴漿加固山坡所形成（2023年10月）

紅山半島（英語：Redhill Peninsula）位於香港島大潭白筆山的白筆山道18號，為南區最大型的低密度豪宅屋苑，共分4期，於1990年至1992年建成，提供逾490伙分層單位及洋房，每伙建築面積約1,300至3,000平方呎，發展商為信和集團、華懋集團及丹楓控股（亞證地產前身），當中逾百單位由發展商保留收租至2012年。2012年5月，部份單位月租約5萬，售價達2150萬。  2015年3月，華懋重推4期封逾廿年的貨尾單位。

## 單位
紅山半島提供244伙分層單位。此外，洋房共有246幢。發展商於2015年斥資超過2.5億元，為當中B區26幢進行翻新（另外3幢不在發售之列），平均每幢翻新成本接近1000萬元。

## 設施

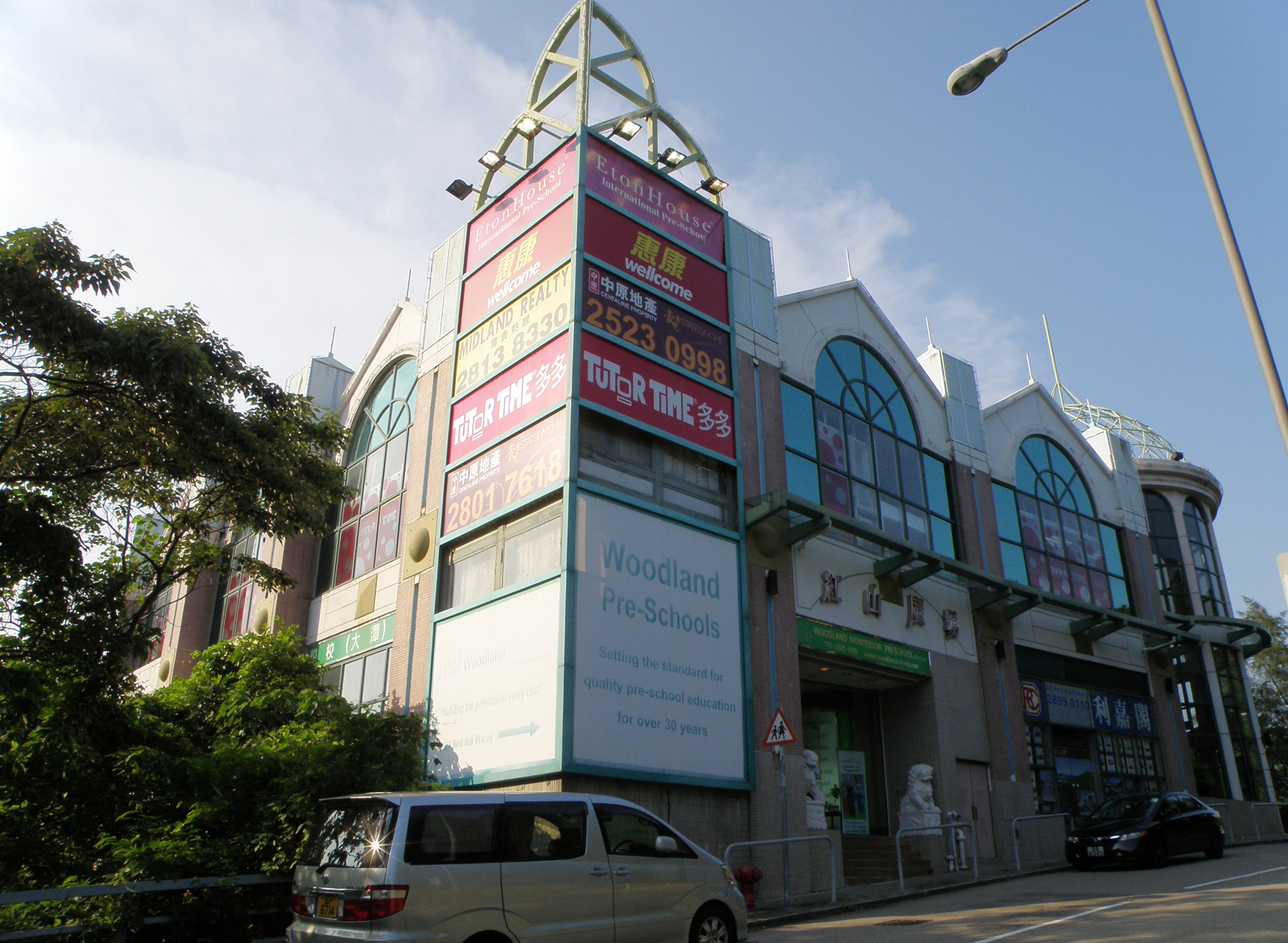
紅山廣場

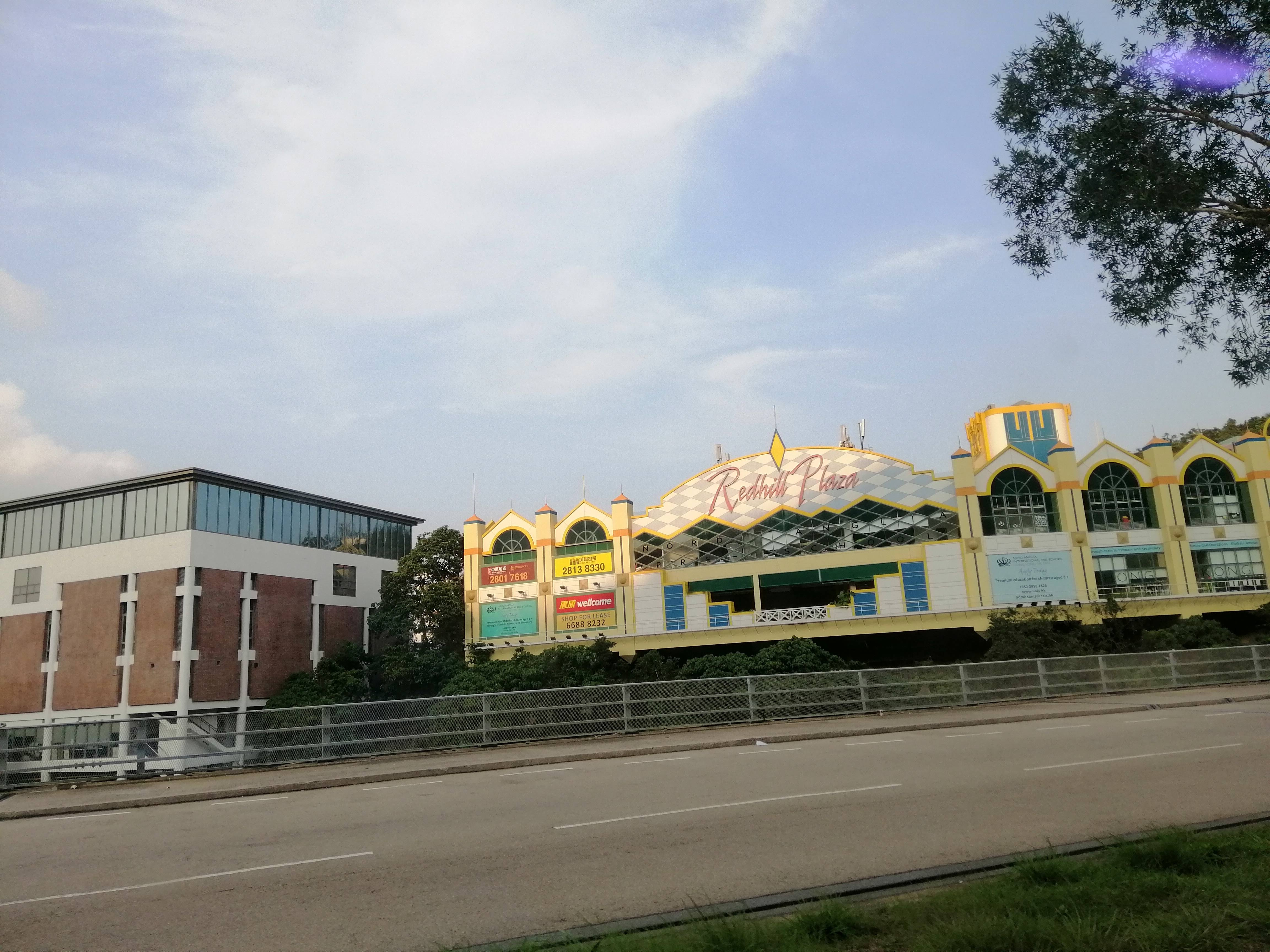
紅山廣場外觀（2019年）

紅山半島屋苑內有住客會所，例如泳池、網球場、兒童遊樂場等。紅山廣場租戶包括3間高級教育中心Tutor Time、EtonHouse 及Woodland，惠康超級市場及多家地產代理。

## 曾經入市或擇居於此的名人
紅山半島依山面海、私隱度高，多年來吸引不少名人先後擇居，但1997年亞洲金融風暴，樓市暴瀉後令一眾名人淪為負資產。藝人謝賢於1996年以2,800萬元購入紅山半島一個單位，2000年以2,100萬元蝕讓。
- 藝人鍾鎮濤
- 藝人謝賢
- 漫畫家馬榮成
- 放射科世界權威William Yu
- 補習天王Ken Sir吳錦倫
- 藝人容祖兒母親余金鳳
- 藝人蔡卓妍
- 「麻雀館大王」石鑑輝家族成員石炳祥
- 李錦記家族傳人李惠雄
- 肝臟科世界權威黎青龍

## 鄰近地方
紅山半島屬傳統名校地段，西北面為大潭童軍中心及香港國際學校。鄰近大潭郊野公園及龜背灣沙灘以東，石澳郊野公園及大潭港以西，大潭道及大潭篤水塘以南，大潭灣以北。

## 山泥傾瀉致地基外露和被發現僭建

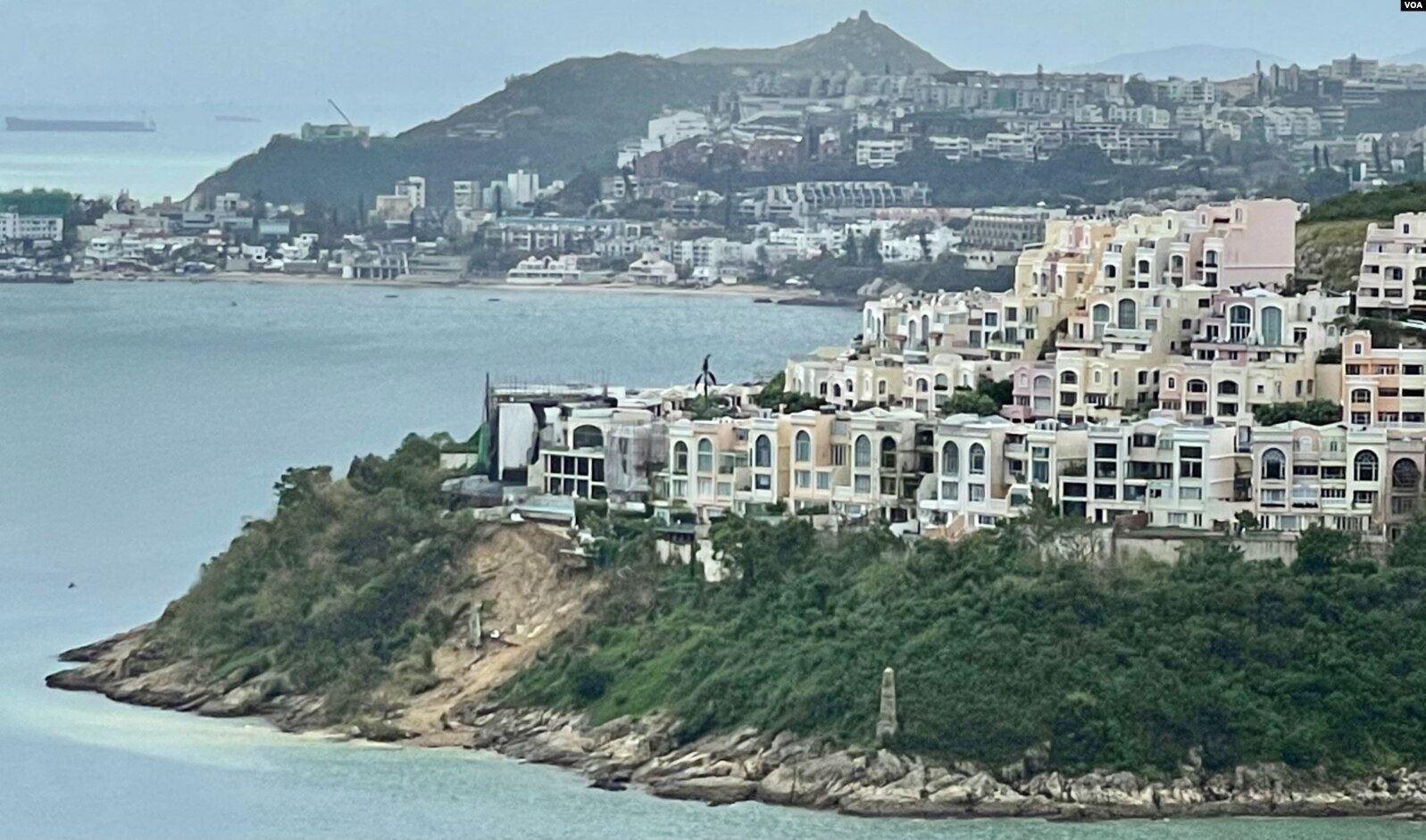
红山半岛部分独立屋向海山坡，世纪暴雨后发生大规模山泥倾泻，并揭发有僭建或霸占官地等违法行为

2023年9月發生的特大暴雨後，紅山半島出現大幅山泥滑下斜坡，有獨立屋地基外露及懸空，影響範圍波及至少3幢，包括第70，72及74號屋。屋宇署人員視察後，發現紅山半島第70、72及74號屋臨海方向斜坡有山泥傾瀉，並發現72號屋有明顯危險，即時要求警方疏散有關佔用人。有關戶主或佔用人已按屋宇署人員指示暫時圍封屋宇臨海毗鄰斜坡的露天泳池及花園位置。之後涉事三座房屋被揭發疑向下掘地僭建多兩層，亦涉霸佔官地建花園。其中72號屋的業主，為前投資銀行黑石集團的高層Anthony Steains，另外兩幢危樓獨立屋的業主為數碼港首席投資官陳覺忠；公關界名人、滙豐銀行前亞太區市場部主管袁慧明。香港01亦發現72號屋在2001年曾因僭建釘契，但到2006年解除；而70、74號屋近20年一直無釘契。發展局局長甯漢豪指地政總署會首先穩固斜坡，再作檢視及調查確定山泥傾瀉是否由僭建導致。本土研究社翻查衛星圖片，發現70號屋至少已霸佔官地13年，同時質疑2012年至2017年擔任地政總署署長的甯漢豪是否盡責。
到9月12日，特首李家超出席行會前表示必定對懷疑僭建的單位採取執法行動，包括提出檢控、要求清拆、追討修復工程費用等。到同日晚上，地政總署證實涉塌坡3間獨立屋（70、72及74號屋）均佔用官地，而屋宇署派員到74號屋視察被戶主拒絕，次日申請手令入內巡查。戶主為香港公益金公共關係委員會委員袁慧明，透過公司持有，在2019年以約9千萬買入，在事件發生後的11月擬以1.38億元放盤。

## 外部連結
- 紅山半島網頁 （页面存档备份，存于）